# Mochtchena
Mochtchena (en ukrainien : Мощена) est une commune rurale de l'oblast de Volhynie, en Ukraine. Elle est située dans le raïon de Kovel, à 76 km au nord-ouest de Loutsk. Sa population s'élevait à 581 habitants en 2010.